# Golden Eagle Square Plaza
Golden Eagle Square Plaza ist der Name eines Wolkenkratzerkomplexes in der chinesischen Millionenstadt Nanjing. Der Komplex umfasst insgesamt drei Super-Wolkenkratzer. Der Bau begann im Jahr 2013 und wurde 2019 abgeschlossen.
- Golden Eagle Tiandi Tower A ist mit 368,1 Metern das höchste Hochhaus des Komplexes. Es verfügt über 76 Stockwerke, in denen sich Büros und Hotelzimmer befinden.[2]
- Golden Eagle Tiandi Tower B ist 328 Meter hoch und verfügt über 68 Stockwerke, in denen sich ausschließlich Büros befinden.[3]
- Golden Eagle Tiandi Tower C ist 300 Meter hoch und verfügt über 60 Stockwerke, in denen sich ebenfalls ausschließlich Büros befinden.[4]